# Aincreville
Aincreville är en kommun i departementet Meuse i regionen Grand Est (tidigare regionen Lorraine) i nordöstra Frankrike. Kommunen ligger i kantonen Dun-sur-Meuse som tillhör arrondissementet Verdun. År 2022 hade Aincreville 81 invånare.

## Befolkningsutveckling
Antalet invånare i kommunen Aincreville
| Referens: INSEE |